# Boghenii Noi
Boghenii Noi è un comune della Moldavia situato nel distretto di Ungheni di 1.921 abitanti al censimento del 2004.

## Località
Il comune è formato dall'insieme della seguenti località (popolazione 2004):
- Boghenii Noi (585 abitanti)
- Boghenii Vechi (390 abitanti)
- Izvoreni (152 abitanti)
- Mirceşti (406 abitanti)
- Poiana (388 abitanti)